# Live in Hamburg
Live in Hamburg är en dubbel-cd från 2007 av jazzgruppen Esbjörn Svensson Trio. Konserten den 22 november 2006 spelades in av NDR.

## Låtlista
All musik är skriven av e.s.t.
1. Tuesday Wonderland – 13'13
2. The Rube Thing – 14'24
3. Where We Used to Live – 8'34
4. Eighthundred Streets by Feet – 9'36
5. Definition of a Dog – 18'37
6. The Goldhearted Miner – 7'04
7. Dolores in a Shoestand – 17'39
8. Sipping on the Solid Ground – 7'59
9. Goldwrap – 6'15
10. Behind the Yashmak – 15'32

## Medverkande
- Esbjörn Svensson – piano
- Dan Berglund – bas
- Magnus Öström – trummor

## Listplaceringar
| Lista (2007–08) | Topplacering |
| --------------- | ------------ |
| Frankrike       | 143          |